# Ukrainische Snooker-Meisterschaft 2009
Die ukrainische Snooker-Meisterschaft 2009 war ein Snookerturnier, das vom 11. bis 13. Dezember 2009 im BK Bingo in der ukrainischen Hauptstadt Kiew stattfand.
Ukrainischer Meister wurde zum vierten Mal Serhij Issajenko. Der Rekordmeister, der wie bereits 2006 im gesamten Turnier keinen Frame verloren hatte, setzte sich im Endspiel gegen Ruslan Ostrowskyj mit 3:0 durch. Swjatoslaw Iwaniw und Titelverteidiger Serhij Petrasch, der im Halbfinale gegen Ostrowskyj verlor, belegten den dritten Rang. Beste Frau war wie im Vorjahr Marija Issajenko, die im Achtelfinale gegen Ruslan Ostrowskyj ausschied.

## Modus
Die 34 Teilnehmer traten zunächst im Doppel-K.-o.-System gegeneinander an. Ab dem Achtelfinale wurde im K.-o.-System gespielt. Nachdem das Turnier in den beiden vorangegangenen Jahren als offene Meisterschaft ausgetragen worden war, nahmen diesmal nur Ukrainer teil.

## Vorrunde

### Hauptrunde
| Spiel | Spieler 1           | Ergebnis | Spieler 2         |
| ----- | ------------------- | -------- | ----------------- |
| 1     | Walerij Kondratenko | 20:20    | Swjatoslaw Iwaniw |

| Spiel | Spieler 1              | Ergebnis | Spieler 2     |
| ----- | ---------------------- | -------- | ------------- |
| 16    | Wladyslaw Wyschnewskyj | 12:12    | Oleh Bassenko |

### 1. Gewinnerrunde
32 Spieler (2 Sieger der Hauptrunde und 30 Spieler, die in der Hauptrunde ein Freilos hatten)
| Spiel | Spieler 1                 | Ergebnis | Spieler 2            |
| ----- | ------------------------- | -------- | -------------------- |
| 17    | Serhij Petrasch           | 20:20    | Swjatoslaw Iwaniw    |
| 18    | Jehor Kozjubynskyj        | 20:20    | Hryhorij Chymotschka |
| 19    | Wjatscheslaw Nesdymowskij | 20:20    | Oleksij Dobrowolskyj |
| 20    | Jaroslaw Walujskyj        | 20:20    | Walerij Kowtun       |
| 21    | Ruslan Iwanez             | 12:12    | Iryna Chomutowa      |
| 22    | Oleksandr Firsikow        | 21:21    | Wiktor Firsikow      |
| 23    | Maksym Chudolij           | 20:20    | Serhij Poremskij     |
| 24    | Jehor Lokot               | 20:20    | Ruslan Ostrowskyj    |

| Spiel | Spieler 1                  | Ergebnis | Spieler 2                   |
| ----- | -------------------------- | -------- | --------------------------- |
| 25    | Oleksandr Sacharow         | 02:02    | Jurij Lewyzkyj              |
| 26    | Serhij Kowal               | 20:20    | Oleksandr Jazuta            |
| 27    | Sajid Butschajew           | 12:12    | Stepan Deljatynskyj         |
| 28    | Wiktor Myronjuk            | 02:02    | Oleh Heltschin              |
| 29    | Nadija Mochnjuk            | 20:20    | Mykola Fedyschak            |
| 30    | Roman Hussar               | 20:20    | Swjatoslaw Oleksandrowytsch |
| 31    | Wjatscheslaw Surajtschenko | 21:21    | Marija Issajenko            |
| 32    | Wladyslaw Wyschnewskyj     | 20:20    | Serhij Issajenko            |

### 2. Gewinnerrunde
16 Spieler (Sieger der 1. Gewinnerrunde)
| Spiel | Spieler 1            | Ergebnis | Spieler 2            |
| ----- | -------------------- | -------- | -------------------- |
| 49    | Swjatoslaw Iwaniw    | 21:21    | Hryhorij Chymotschka |
| 50    | Oleksij Dobrowolskyj | 12:12    | Walerij Kowtun       |
| 51    | Ruslan Iwanez        | 20:20    | Wiktor Firsikow      |
| 52    | Serhij Poremskij     | 20:20    | Ruslan Ostrowskyj    |

| Spiel | Spieler 1          | Ergebnis | Spieler 2                   |
| ----- | ------------------ | -------- | --------------------------- |
| 53    | Oleksandr Sacharow | 02:02    | Oleksandr Jazuta            |
| 54    | Sajid Butschajew   | 21:21    | Wiktor Myronjuk             |
| 55    | Mykola Fedyschak   | 02:02    | Swjatoslaw Oleksandrowytsch |
| 56    | Marija Issajenko   | 20:20    | Serhij Issajenko            |

### 1. Verliererrunde
4 Spieler (2 Verlierer der Hauptrunde gegen 2 Verlierer der 1. Gewinnerrunde)
| Spiel | Spieler 1           | Ergebnis | Spieler 2              |
| ----- | ------------------- | -------- | ---------------------- |
| 33    | Walerij Kondratenko | 20:20    | Wladyslaw Wyschnewskyj |

| Spiel | Spieler 1     | Ergebnis | Spieler 2       |
| ----- | ------------- | -------- | --------------- |
| 48    | Oleh Bassenko | 20:20    | Serhij Petrasch |

### 2. Verliererrunde
16 Spieler (2 Sieger der 1. Verliererrunde und 14 Verlierer der 1. Gewinnerrunde)
| Spiel | Spieler 1              | Ergebnis | Spieler 2                  |
| ----- | ---------------------- | -------- | -------------------------- |
| 57    | Wladyslaw Wyschnewskyj | 12:12    | Wjatscheslaw Surajtschenko |
| 58    | Roman Hussar           | 02:02    | Nadija Mochnjuk            |
| 59    | Oleh Heltschin         | 20:20    | Stepan Deljatynskyj        |
| 60    | Serhij Kowal           | 12:12    | Jurij Lewyzkyj             |

| Spiel | Spieler 1          | Ergebnis | Spieler 2                 |
| ----- | ------------------ | -------- | ------------------------- |
| 61    | Jehor Lokot        | 02:02    | Maksym Chudolij           |
| 62    | Oleksandr Firsikow | 12:12    | Iryna Chomutowa           |
| 63    | Jaroslaw Walujskyj | 20:20    | Wjatscheslaw Nesdymowskij |
| 64    | Jehor Kozjubynskyj | 20:20    | Serhij Petrasch           |

### 3. Verliererrunde
16 Spieler (Sieger der 2. Verliererrunde gegen Verlierer der 2. Gewinnerrunde)
| Spiel | Spieler 1              | Ergebnis | Spieler 2         |
| ----- | ---------------------- | -------- | ----------------- |
| 65    | Wladyslaw Wyschnewskyj | 02:02    | Serhij Poremskij  |
| 66    | Roman Hussar           | 12:12    | Ruslan Iwanez     |
| 67    | Stepan Deljatynskyj    | 20:20    | Walerij Kowtun    |
| 68    | Serhij Kowal           | 20:20    | Swjatoslaw Iwaniw |

| Spiel | Spieler 1                 | Ergebnis | Spieler 2                   |
| ----- | ------------------------- | -------- | --------------------------- |
| 69    | Jehor Lokot               | 20:20    | Marija Issajenko            |
| 70    | Oleksandr Firsikow        | 02:02    | Swjatoslaw Oleksandrowytsch |
| 71    | Wjatscheslaw Nesdymowskij | 02:02    | Sajid Butschajew            |
| 72    | Serhij Petrasch           | 12:12    | Oleksandr Jazuta            |

## Finalrunde
|  | Achtelfinale              | Achtelfinale |                        |                   | Viertelfinale     | Viertelfinale |  |  | Halbfinale | Halbfinale |  |  | Finale | Finale |
|  |                           |              |                        |                   |                   |               |  |  |            |            |  |  |        |        |
|  |                           |              |                        |                   |                   |               |  |  |            |            |  |  |        |        |
|  | Hryhorij Chymotschka      | 3            |                        |                   |                   |               |  |  |            |            |  |  |        |        |
|  | Roman Hussar              | 2            |                        |                   |                   |               |  |  |            |            |  |  |        |        |
|  | Roman Hussar              | 2            | Hryhorij Chymotschka   | 0                 |                   |               |  |  |            |            |  |  |        |        |
|  |                           |              | Hryhorij Chymotschka   | 0                 |                   |               |  |  |            |            |  |  |        |        |
|  |                           |              |                        |                   | Serhij Petrasch   | 3             |  |  |            |            |  |  |        |        |
|  | Oleksij Dobrowolskyj      | 0            |                        |                   | Serhij Petrasch   | 3             |  |  |            |            |  |  |        |        |
|  | Oleksij Dobrowolskyj      | 0            |                        |                   |                   |               |  |  |            |            |  |  |        |        |
|  | Serhij Petrasch           | 3            |                        |                   |                   |               |  |  |            |            |  |  |        |        |
|  | Serhij Petrasch           | 3            | Serhij Petrasch        | 0                 |                   |               |  |  |            |            |  |  |        |        |
|  |                           |              | Serhij Petrasch        | 0                 |                   |               |  |  |            |            |  |  |        |        |
|  |                           |              |                        | Ruslan Ostrowskyj | 3                 |               |  |  |            |            |  |  |        |        |
|  | Wiktor Firsikow           | 2            |                        | Ruslan Ostrowskyj | 3                 |               |  |  |            |            |  |  |        |        |
|  | Wiktor Firsikow           | 2            |                        |                   |                   |               |  |  |            |            |  |  |        |        |
|  | Wladyslaw Wyschnewskyj    | 3            |                        |                   |                   |               |  |  |            |            |  |  |        |        |
|  | Wladyslaw Wyschnewskyj    | 3            | Wladyslaw Wyschnewskyj | 0                 |                   |               |  |  |            |            |  |  |        |        |
|  |                           |              | Wladyslaw Wyschnewskyj | 0                 |                   |               |  |  |            |            |  |  |        |        |
|  |                           |              |                        |                   | Ruslan Ostrowskyj | 3             |  |  |            |            |  |  |        |        |
|  | Ruslan Ostrowskyj         | 3            |                        |                   | Ruslan Ostrowskyj | 3             |  |  |            |            |  |  |        |        |
|  | Ruslan Ostrowskyj         | 3            |                        |                   |                   |               |  |  |            |            |  |  |        |        |
|  | Marija Issajenko          | 0            |                        |                   |                   |               |  |  |            |            |  |  |        |        |
|  | Marija Issajenko          | 0            | Ruslan Ostrowskyj      | 0                 |                   |               |  |  |            |            |  |  |        |        |
|  |                           |              | Ruslan Ostrowskyj      | 0                 |                   |               |  |  |            |            |  |  |        |        |
|  |                           |              |                        | Serhij Issajenko  | 3                 |               |  |  |            |            |  |  |        |        |
|  | Oleksandr Sacharow        | 3            |                        | Serhij Issajenko  | 3                 |               |  |  |            |            |  |  |        |        |
|  | Oleksandr Sacharow        | 3            |                        |                   |                   |               |  |  |            |            |  |  |        |        |
|  | Walerij Kowtun            | 1            |                        |                   |                   |               |  |  |            |            |  |  |        |        |
|  | Walerij Kowtun            | 1            | Oleksandr Sacharow     | 2                 |                   |               |  |  |            |            |  |  |        |        |
|  |                           |              | Oleksandr Sacharow     | 2                 |                   |               |  |  |            |            |  |  |        |        |
|  |                           |              |                        |                   | Swjatoslaw Iwaniw | 3             |  |  |            |            |  |  |        |        |
|  | Wiktor Myronjuk           | 0            |                        |                   | Swjatoslaw Iwaniw | 3             |  |  |            |            |  |  |        |        |
|  | Wiktor Myronjuk           | 0            |                        |                   |                   |               |  |  |            |            |  |  |        |        |
|  | Swjatoslaw Iwaniw         | 3            |                        |                   |                   |               |  |  |            |            |  |  |        |        |
|  | Swjatoslaw Iwaniw         | 3            | Swjatoslaw Iwaniw      | 0                 |                   |               |  |  |            |            |  |  |        |        |
|  |                           |              | Swjatoslaw Iwaniw      | 0                 |                   |               |  |  |            |            |  |  |        |        |
|  |                           |              |                        | Serhij Issajenko  | 3                 |               |  |  |            |            |  |  |        |        |
|  | Mykola Fedyschak          | 3            |                        | Serhij Issajenko  | 3                 |               |  |  |            |            |  |  |        |        |
|  | Mykola Fedyschak          | 3            |                        |                   |                   |               |  |  |            |            |  |  |        |        |
|  | Oleksandr Firsikow        | 0            |                        |                   |                   |               |  |  |            |            |  |  |        |        |
|  | Oleksandr Firsikow        | 0            | Mykola Fedyschak       | 0                 |                   |               |  |  |            |            |  |  |        |        |
|  |                           |              | Mykola Fedyschak       | 0                 |                   |               |  |  |            |            |  |  |        |        |
|  |                           |              |                        |                   | Serhij Issajenko  | 3             |  |  |            |            |  |  |        |        |
|  | Serhij Issajenko          | 3            |                        |                   | Serhij Issajenko  | 3             |  |  |            |            |  |  |        |        |
|  | Serhij Issajenko          | 3            |                        |                   |                   |               |  |  |            |            |  |  |        |        |
|  | Wjatscheslaw Nesdymowskij | 0            |                        |                   |                   |               |  |  |            |            |  |  |        |        |